# 九龍巴士248M線
九龍巴士248M線是香港青衣島一條來往青衣站及長宏邨的循環巴士路線，主要方便青衣山上的居民（長宏邨和長亨邨）往來青衣站轉乘港鐵東涌綫或機場快綫，或到青衣城購物。
本線是其中一條青衣島上區內的居民巴士路線（另一條是249M線）。

## 歷史
- 1998年6月22日：本線配合地鐵東涌綫通車而開辦，初期來往青欣臨時房屋區和青衣站。
- 1998年7月6日：配合地鐵機場快綫通車，而東涌綫延長服務至凌晨，因此本線延長服務時間作出配合。
- 2002年2月3日：青欣總站因應長宏邨落成而改稱長宏。
- 2002年10月19日：本線與多條九巴路線提供轉乘優惠，方便乘客來往長亨、長宏及屯門、元朗、錦田和北區。
- 2008年7月1日：本線增設低地台巴士服務。
- 2015年12月31日：增設到站時間預報。
- 2019年2月16日：長宏邨尾班車開出時間延長至01:05，青衣站尾班車開出時間延長至01:15。[1]
- 2020年11月7日：改為循環來往青衣站和長宏。[2][3]

## 服務時間及班次
| 青衣站開         | 青衣站開    | 青衣站開     |
| 日期             | 服務時間    | 班次（分鐘） |
| ---------------- | ----------- | ------------ |
| 星期一至五       | 05:35-06:55 | 10           |
| 星期一至五       | 06:55-07:27 | 8            |
| 星期一至五       | 07:27-07:39 | 6            |
| 星期一至五       | 07:39-08:00 | 7            |
| 星期一至五       | 08:00-08:45 | 9            |
| 星期一至五       | 08:45-11:45 | 10           |
| 星期一至五       | 11:45-14:00 | 9            |
| 星期一至五       | 14:00-16:20 | 10           |
| 星期一至五       | 16:20-18:12 | 8            |
| 星期一至五       | 18:12-20:04 | 7            |
| 星期一至五       | 20:04-20:28 | 8            |
| 星期一至五       | 20:28-22:25 | 9            |
| 星期一至五       | 22:25-00:45 | 10           |
| 星期一至五       | 00:45-01:15 | 15           |
| 星期六           | 05:35-06:35 | 10           |
| 星期六           | 06:35-08:05 | 9            |
| 星期六           | 08:05-12:35 | 10           |
| 星期六           | 12:35-18:08 | 9            |
| 星期六           | 18:08-19:20 | 8            |
| 星期六           | 19:20-23:50 | 9            |
| 星期六           | 23:50-00:00 | 10           |
| 星期六           | 00:00-01:15 | 15           |
| 星期日及公眾假期 | 05:35-09:35 | 12           |
| 星期日及公眾假期 | 09:35-23:05 | 9            |
| 星期日及公眾假期 | 23:05-23:45 | 10           |
| 星期日及公眾假期 | 23:45-01:15 | 15           |

## 收費
全程：$4.8
| - 本線設有12歲以下小童及65歲或以上長者半價優惠。 - 65歲或以上香港居民使用「樂悠咭」，以及12歲以下合資格殘疾兒童使用「殘疾人士身份」個人八達通繳付車資，均可享有每程$2.0或半價（以較低者為準）的票價優惠；12至64歲合資格殘疾人士使用「殘疾人士身份」個人八達通（包括「樂悠咭」），以及60至64歲香港居民使用「樂悠咭」繳付車資，均可享有每程$2.0或全費（以較低者為準）的票價優惠。 - 65歲或以上長者如使用長者或一般個人八達通繳付車資，則只可享有半價優惠；12至64歲合資格殘疾人士如不使用「殘疾人士身份」個人八達通，以及60至64歲人士如不使用「樂悠咭」繳付車資，必須繳付全費。 - 乘客可以現金或八達通於上車時付款，不設找續。 - 每位成人乘客可免費攜帶最多兩名4歲以下而不佔座位的兒童乘客乘車，超額之4歲以下小童必須繳付小童車費乘車。 - 持有「九巴月票」之乘客在車票有效期內，每日可享最多10程任何九龍巴士及龍運巴士路線（包括本路線，以及聯營路線的九龍巴士／龍運巴士提供的班次；惟乘搭機場「A」及「NA」線則可享原價二七折優惠（不會計算每天10次合資格車程））；而B1線則每日可享最多各2程（不會計算每天10次合資格車程）。 - 九龍巴士、城巴、龍運巴士及陽光巴士全職員工及家屬（不包括外判職員）可免費乘搭本路線，惟必須拍職員或職員家屬八達通。 - 乘客亦可透過多元化電子支付系統（e度嘟）繳付車資，包括使用非接觸式VISA卡、JCB卡、萬事達卡、銀聯卡、美國運通、大來國際、Discover Card、Apple Pay、Google Pay、Samsung Pay、AlipayHK「易乘碼」、支付寶、WeChatHK／微信支付「搭車碼」、銀聯雲閃付「乘車碼」及BOC Pay「乘車碼」。乘客使用此付款方式，使用此支付方式的乘客可享有中途下車之分段收費，以及與其他九巴／龍運獨營路線或聯營線九巴／龍運班次之轉乘優惠，惟不適用於與非九巴／龍運路線之轉乘優惠，亦不能享有「公共交通費用補貼計劃」及「長者及合資格殘疾人士公共交通票價優惠計劃」。 |

### 八達通轉乘優惠
乘客登上本線後150分鐘內以同一張八達通卡轉乘以下路線，或從以下路線登車後150分鐘內以同一張八達通卡轉乘本線，次程可獲$4.2車資折扣優惠：
- 248M往青衣站 → 68A往朗屏邨、68E往元朗公園或279X往聯和墟
- 68A、68E或279X往青衣站 → 248M往長宏

## 使用車輛
現時本線使用4輛亞歷山大丹尼士Enviro 500 MMC 12米 (ATENU)雙層空調巴士，均屬青衣車廠。
| 車隊編號 | 車牌   |
| -------- | ------ |
| ATENU75  | SE7378 |
| ATENU80  | SF2627 |
| ATENU87  | SF4246 |
| ATENU100 | SF4730 |

## 行車路線

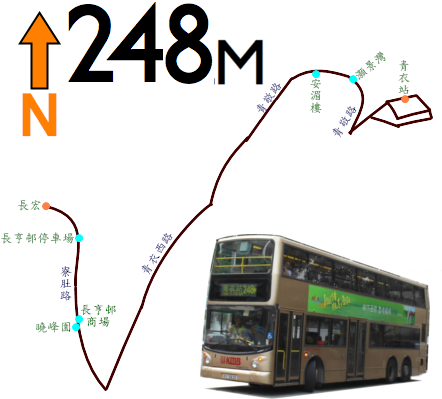
248M線的走線圖

經：青敬路、担杆山交匯處、青衣西路、寮肚路、長宏巴士總站、寮肚路、青衣西路、担杆山交匯處及青敬路。

### 沿線車站
| 青衣站開 | 青衣站開       | 青衣站開             |
| 序號     | 車站名稱       | 位置                 |
| -------- | -------------- | -------------------- |
| 1        | 青衣站巴士總站 | 青衣站公共運輸交匯處 |
| 2        | 長安邨安湄樓   | 青敬路               |
| 3        | 曉峰園         | 寮肚路               |
| 4        | 長亨邨停車場   | 寮肚路               |
| 5        | 長宏巴士總站   | 長宏巴士總站         |
| 6        | 長亨邨商場     | 寮肚路               |
| 7        | 灝景灣         | 青敬路               |
| 8        | 青衣站巴士總站 | 青衣站公共運輸交匯處 |

## 現況
本路線沿途的競爭對手只有專線小巴409線，因本路線取道近長安邨一邊的青敬路往返長亨及長宏，但專線小巴卻取道近宏福花園一邊的青敬路和青衣邨往來，所以本線受專線小巴威脅的程度有限。另外長亨或長宏居民要到屯門、元朗或北區上班，他們亦會利用本路線去轉乘其他路線，所以轉乘客亦佔了少量比例（因68E及279X在青衣西路近長亨邨設有分站）。現時除了繁忙時間和假日客量較多外，其餘時間的客量只屬一般。

## 相關網站及來源
1. ↑   (PDF).   [2019-02-15]. （原始内容存档 (PDF)于2020-08-04）. （页面存档备份，存于）
2. ↑  香港特別行政區政府運輸署，〈九巴第248M號線(青衣站往長宏(循環線))調整服務 （页面存档备份，存于）〉［交通通告］，2020年10月30日。
3. ↑  九龍巴士（一九三三）有限公司，〈248M 改為循環線形式運作，並以青衣站為終點站 （页面存档备份，存于）〉［乘客通告］，2020年11月。
4. ↑  循環線折返點

- （页面存档备份，存于）
- 容偉釗. . 香港: BSI (香港). 2002年  [2017-06-23]. ISBN 962-8414-62-3. （原始内容存档于2016-03-26）. （页面存档备份，存于）
- 郭炳華. . 香港: 80M巴士專門店. 2010年. ISBN 962-8686-95-X.

## 外部連結
- 九巴248M線官方網站路線資料 （页面存档备份，存于）
- 九巴248M線詳細時間表 （页面存档备份，存于）